# Маленький принц (группа)
«Маленький принц» — музыкальная поп-группа, созданная в конце 1980-х композитором и саунд-продюсером группы «Мираж» А. Литягиным. Бессменный фронтмен группы со дня её основания — Александр Хлопков. Наиболее известные хиты: «Мы встретимся снова», «Я не знаю, зачем мне ты», «Прощай». В разное время специально для группы писали А. Литягин, Е. Степанова, И. Николаев, С. Трофимов.

## История
По воспоминаниям солиста «Маленького принца» Александра Хлопкова, изначально идея создания группы пришла в голову Андрею Литягину в августе 1988 года на гастролях группы «Мираж» в Евпатории.
На одном из концертов финальную песню вышли петь все солистки группы, в числе которых случайно оказался А. Хлопков, бывший в то время клавишником «Миража». Продюсер обратил внимание на талантливого парня и предложил ему попробовать петь сольно. Название «Маленький принц» предложил близкий друг Хлопкова, Михаил Горячев, большой поклонник Экзюпери.
Вскоре на студии концертного зала «Гор-Холл» в г. Таллине был записан музыкальный материал. Все партии гитары были записаны участником группы «Мираж» Алексеем Горбашовым. В августе 1989 года «Маленький принц» впервые работал на сцене на разогреве в концертной программе «Миража».
Активная музыкальная деятельность велась коллективом вплоть до 1994 года, когда в связи с экономическим положением в стране Александр Хлопков был вынужден заняться собственным бизнесом. «Маленький принц» покинул большую эстраду.
Название группы попытались возродить в начале 2000-х годов на волне интереса к эпохе евродиско. В настоящее время «Маленький принц» иногда выступает на корпоративных мероприятиях и в рамках различных сборных концертов.

## Дискография

### Мы встретимся снова (1989)
1. Я не знаю, зачем мне ты
2. Голос в ночи
3. Прощай
4. Не знаю тебя
5. Снежный человек
6. Ты или нет
7. Мы встретимся снова
8. Голос в ночи (Инструментал)

Музыка А. Литягина, слова Е. Степановой.

### Маленький принц (1994)
В обновленную версию вошли песни Игоря Николаева «Осень» и «Мокрый асфальт», написанные им специально для «Маленького принца» в 1994 году, а также песня Сергея Трофимова «Ты предала любовь».

### Мы встретимся снова (1989/2022) (Переиздание от Maschina Records)
1. Я Не Знаю, Зачем Мне Ты
2. Голос В Ночи
3. Прощай
4. Не Знаю Я Тебя
5. Снежный Человек
6. Ты Или Нет
7. Мы Встретимся Снова
8. Голос В Ночи (Инструментал)
9. Мокрый Асфальт
10. Осень
11. Ты Предала Любовь
12. Апрель
13. Маленький Принц